# Adobe Illustrator
Adobe Illustrator er et vektorbaseret tegneprogram, udviklet af Adobe Systems. Adobe Illustrator blev oprindelig udviklet til Apple Macintosh I 1986, men blev i 1989 skrevet til også at virke på Windows platformen. Programmet bruges sammen med Adobe InDesign og Adobe Photoshop meget i DTPbranchen til alle former for tegninger i blade, bøger, magasiner, webdesign, reklamefilm o.lign. Programmet er i høj grad et grundlæggende program med henblik på viderebehandling til andre designrelateret programmer.
Grundlæggende arbejdes der med objekter der defineres gennem deres omrids (eng: Path). Objekter kan have egenskaber som stregfarve og/eller farve-, mønster- og farveforløbsfyld. Et dokument kan indeholde et næsten ubegrænset antal objekter af forskellig art, såsom tekst, billede og tegning. Til såvel opsætning som redigering/tilretning findes et væld af hjælperedskaber.
Lige linjer, geometriske figurer og Bezierkurver fremstilles enkelt ved hjælp af programmets tegneværktøjer og genveje. Alle objekter kan flyttes, skaleres, roteres, spejles, kopieres, strækkes, vrides, grupperes, adskilles, justeres efter hinanden, farvelægges og meget mere. Dog er der nogle begrænsninger når det gælder Mesh blend objekter. Objekter kan lægges i lag, der kan skjules eller kaldes frem, duplikeres, og tildeles individuelle egenskaber. Programmet giver også mulighed for begrænset 3D beregning, dog meget upræsist. Der er også mulighed for at omdanne pixelopbygget grafik og foto til vektorgrafik.
Et system af hjælpelinjer, linealer, net og hjælpelinjer kan kaldes frem til præcis placering på arbejdsbordet.
Ud over det findes en række efterbehandlingsmuligheder som blend, 3D, farveforløb, masker, gennemsigtighed samt en lang række effektfiltre hvoraf flere resulterer i en mindre eller større mængde pixelgrafik (bitmap).
En lang række skrifttyper, herunder følger med fra starten, og flere kan tilføjes senere. Tekst kan skrives og placeres på flere måder: frit, i tekstbokse, oppefra og ned eller på kurver og cirkler, og kan venstrestilles, højrestilles eller centreres. Endelig kan en række afsnitsformater defineres ligesom automatisk orddeling og stavekontrol forefindes.
Værktøjerne ses på skærmen, bl.a. som paletter – fra version 13 også kaldet CS3 hedder paletter paneler – , der kan kaldes frem, sammenkobles eller skjules efter behov.
Programmet må siges at være særdeles alsidigt, og har da også kun få begrænsninger. Det kan ikke bruges til fremstilling af egentlige arbejdstegninger som f.eks AutoCad da det ikke arbejder målfast. Da programmet kan åbne eller importere DWG og DXF formater kan Illustrator bruges til efterbehandling bl.a. farvelægning. Til og med CS3 versionen kan det, i modsætning til Adobe InDesign, kun håndtere én side i en fil. Fra CS4 versionen kan programmet håndtere flere sider (af Adobe kaldet artboards) af ens eller forskellige størrelse. Lærredet er også begrænset i størrelse (5.7785 m. x 5.7785 m.)
Programmet kan købes selvstændigt, men sælges også i computerprogrampakke sammen med Adobe Photoshop, Adobe InDesign m.fl. under navnet Adobe CS/CS2/CS3/CS4 (Creative Suite)

## Fil formater
Programmets eget filformat hedder .ai, men det kan importere en række andre filformater. En del af disse formater findes ikke i tidligere udgaver.

### Import formater
- PDF
- DWG
- DXF
- JPG
- TIFF
- BMP
- CGM
- CDR
- EMF
- PNG
- GIF
- SVG
- EPS
- PSD

### Eksport formater
- PDF
- JPG
- TIFF
- BMP
- GIF
- PNG
- SVG
- EPS
- FLA
- SWF

## Oversigt over udgivelser
| Version  | Platform                 | Udgivelsesdato | Tilnavn           |
| 1.0      | Mac OS                   | Januar 1987    |                   |
| 1.1      | Mac OS                   | Marts 19, 1987 | Inca              |
| 2.0      | Windows                  | Januar 1989    | Pinnacle          |
| 88       | Mac OS                   | Marts 1988     | Picasso           |
| 3        | Mac OS, NeXT, andre Unix | Oktober 1990   | Desert Moose      |
| 3.5      | Silicon Graphics         | 1991           |                   |
| 4        | Windows                  | Maj 1992       | Kangaroose        |
| 3.5      | Solaris                  | 1993           |                   |
| 5        | Mac OS                   | Juni 1993      | Saturn            |
| 5.5      | Mac OS, Solaris          | Juni 1994      | Janus             |
| 4.1      | Windows                  | 1995           |                   |
| 6        | Mac OS                   | Februar 1996   | Popeye            |
| 7        | Mac/Windows              | Maj 1997       | Simba             |
| 8        | Mac/Windows              | September 1998 | Elvis             |
| 9        | Mac/Windows              | Juni 2000      | Matisse           |
| 10       | Mac/Windows              | November 2001  | Paloma            |
| CS (11)  | Mac/Windows              | Oktober 2003   | Pangaea/Sprinkles |
| CS2 (12) | Mac/Windows              | 27. april 2005 | Zodiac            |
| CS3 (13) | Mac/Windows              | April 2007     | Jason             |